# Ручки (Тверская область)
Ручки́ (карел. Ručkit) — деревня в Максатихинском районе Тверской области, административный центр Ручковского сельского поселения.
Образована двумя параллельными улицами — Старые Ручки́ (южнее) и Новые Ручки́ (севернее), между которыми протекает ручей, впадающий в реку Молога. Неподалёку находится деревня Ямники.
На настоящий момент (2025 год) в деревне есть начальная школа (много лет не используется по профилю), почта, сельская администрация, библиотека (размещаются в здании школы), магазин (ларёк), заброшенная колхозная ферма, заброшенная пилорама. 
В 2010—2012 годах в деревне Ручки проходила Летняя школа «Русского репортера» («Максатиха-2010», «Максатиха-2011», «Максатиха-2012»). В августе 2010 года школу посетил губернатор Тверской области Д. В. Зеленин.

## История
С давних времён в этой местности проживали финны. Ильменские славяне здесь появились в IX веке. Деревня активно развивалась благодаря тому, что по Мологе активно шла купеческая торговля. Больше всего торговали с Новгородом. Торговали, в основном, пушниной, мёдом, воском и рыбой, земледелие было развито слабо.
Существуют две версии происхождения названия деревни. По первой версии, Изначальное название было Ручьи, но со временем исказилось до Ручки. По другой версии, в этой деревне изготавливались ручки для лопат, вил, кос и т. д., а в базарный день их продавали в Максатихе.
В XIII веке местные жители участвовали в борьбе против захвата местных земель литовскими князьями. На это указывают курганы в деревне Загородье и кости на берегу Мологи.
Позже, деревней владели помещики Зарайские, но усадеб в Ручках никогда не было. Сами помещики жили в Лощемле. Земля делилась по душам, её выдавали мужчинам. Из-за земли часто случались конфликты, поэтому в 1921 году часть семей переехала на новое место. Так появилась деревня Чикулиха.
самое старое упоминание, которое мне удалось найти, это как один населённый пункт вместе с ямниками на карте наполеона 1812 года, как именно ручки — на столистовой карте российской империи 1816 года

## Инфраструктура
Дома в деревне были небольшие, крытые соломой, позже — дранкой. В каждом доме был ткацкий станок, прялка, зимой катали валенки, вязали. Мужики же зимой уходили в соседние районы на заработки, в основном на стройки. В 1914 году случился пожар, сгорела вся деревня. В 1929 году началась коллективизация и в 1931 году образовали колхоз Трудовик. Первым председателем колхоза был Лебедев Иван Трофимович. Колхоз выращивал рожь, ячмень, лён. Был скотный двор, свинарник, конюшня. Денег в колхозе не давали, за работу рассчитывались продуктами. Налог государству с колхоза составлял 300л молока, 60 яиц и 40 кг мяса. Колхозницы до работы ходили на железнодорожную станцию продавать молоко, летом — ягоды, грибы, зелёный лук. В 1939 году в деревне жило 230 жителей. В 1950 году Ручки и Ямники объединились, председателем стал Румянцев Григорий Иванович. Колхозники стали наконец-то получать плату. В 1959 году все деревни объединили в один колхоз Победитель. Председателем один год была Яковлева Наталья Васильевна, потом — Ржанов Леонид Прокофьевич, гончаров Николай Иванович и с 1968 — Суворов Иван Александрович. При нём колхоз поднялся, построили много ферм, домов, появился дом культуры, детский сад, медпункт. Из городов стали возвращаться местные на работу. У колхозников появился достаток. Они стали покупать телевизоры, мотоциклы, автомобили. При Захарове Николае Ивановиче колхоз ещё более укрепился. После перестройки колхоз пришёл в упадок, лён сеять перестали, сократилось дойное стадо, в 2000-х колхоз забросили, а колхозники стали ездить в Максатиху.

## Образование
Сначала дети учились по домам, потом стали освобождаться дома зажиточных крестьян, которых отправляли в ссылку, и у детей появилась школа. Некоторые ходили в церковно-приходскую школу в Загородье, где детей обучали чтению, письму, счёту. Церковно-приходская школа просуществовала до 1932 года. В 1934 году ручковская школа сгорела со всей деревней. Следующую школу построили между ручками и ямниками, но и она сгорела по недосмотру техслужащей в конце 1940-х. Третью школу построили в 1950 году, а в 1952 — вторую. В 80-х был построен детский сад. В конце 80х начали строить новую школу, но перестройка остановила процесс почти на 10 лет. Школа была сдана в эксплуатацию осенью 2000 года. С каждым годом детей становилось всё меньше и меньше, в 2005 году остались только 1-4 классы, в итоге, в 2010 году школа закрылась. Вместо неё там сейчас находятся администрация и библиотека.

## Коммуникации
В 1950-х годах в Ручках появилось радио. Электричества не было и поэтому в домах были керосиновые лампы. Лишь в конце 1950-х электричество появилось от дизельной электростанции. Оно давалось с 6 утра и до рассвета, днём его не было и от заката до полуночи. Государственный свет появился в 1967-8 году. сейчас в ручках также имеется водопровод.
к заключению могу добавить, что если есть ввода, то нет электричества, или вообще всё вырубается.

## Галерея

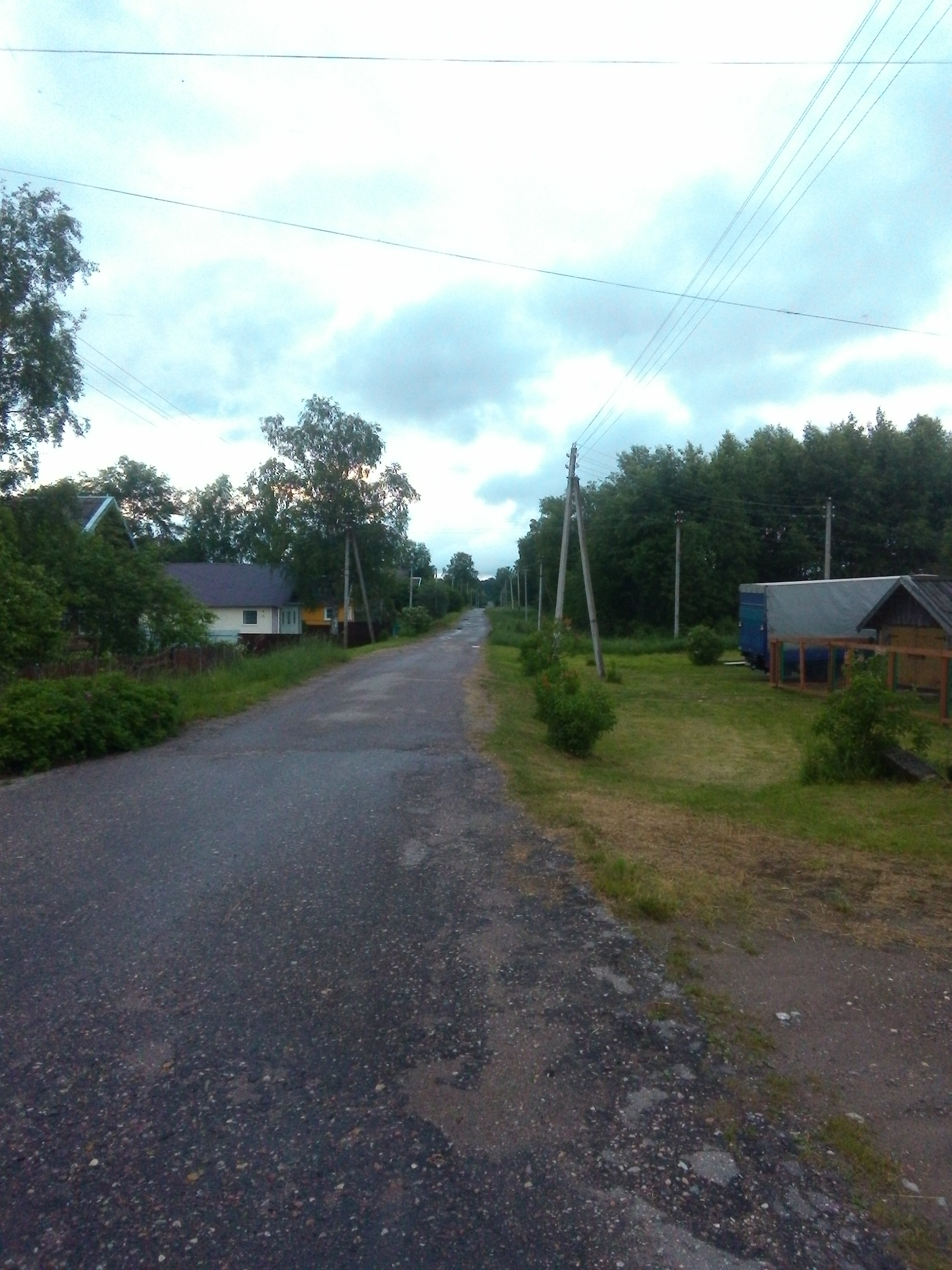
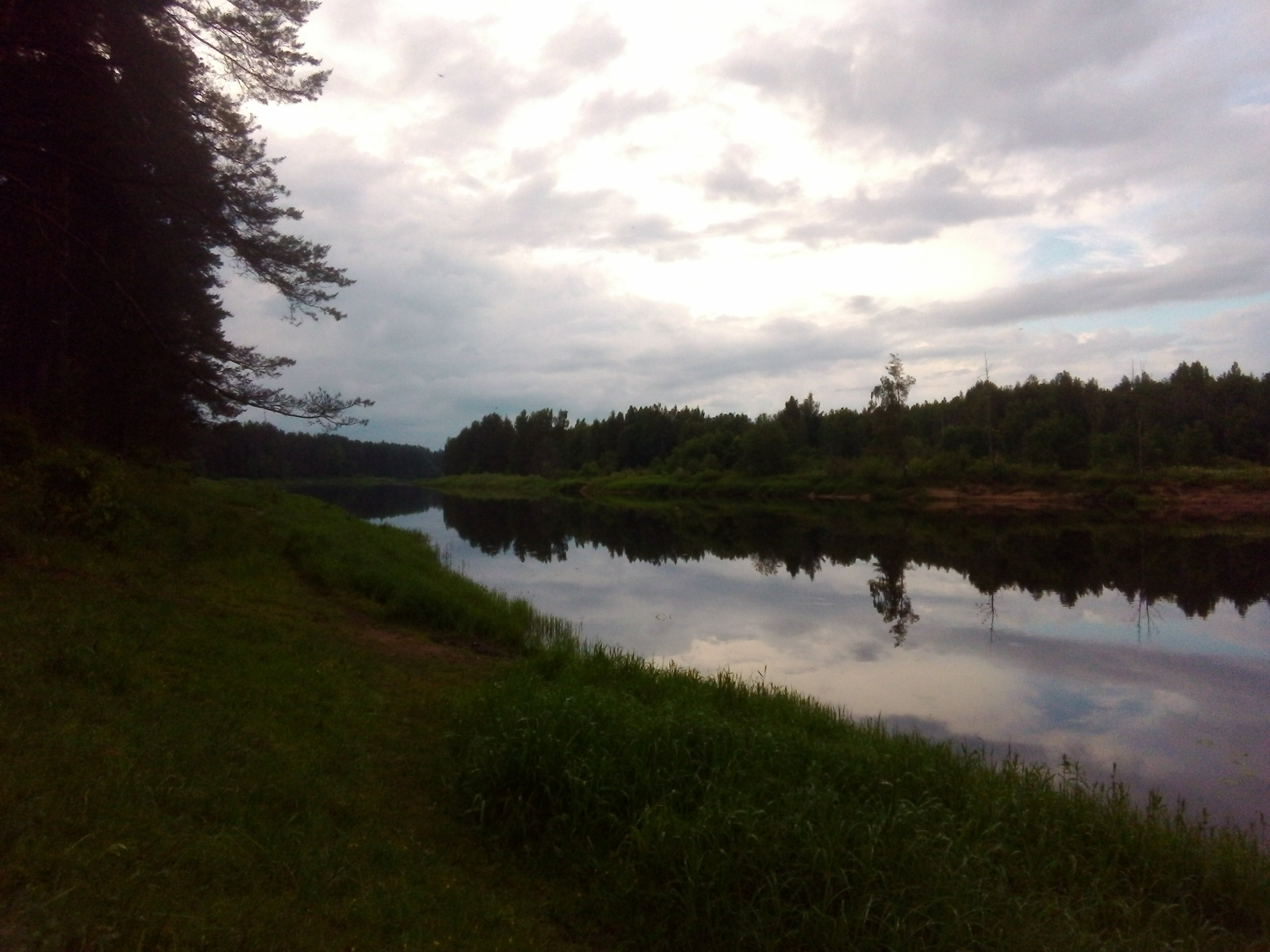
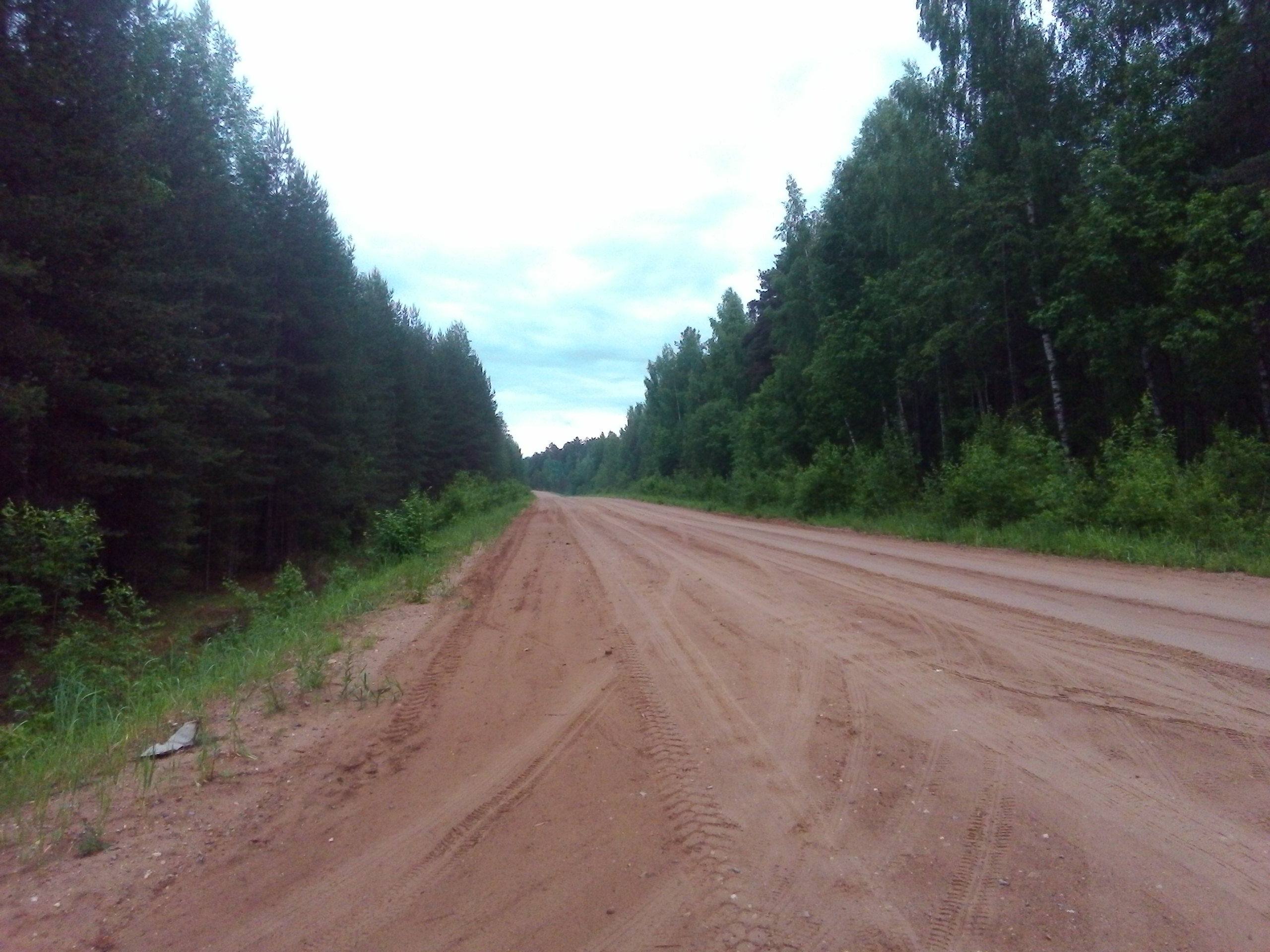
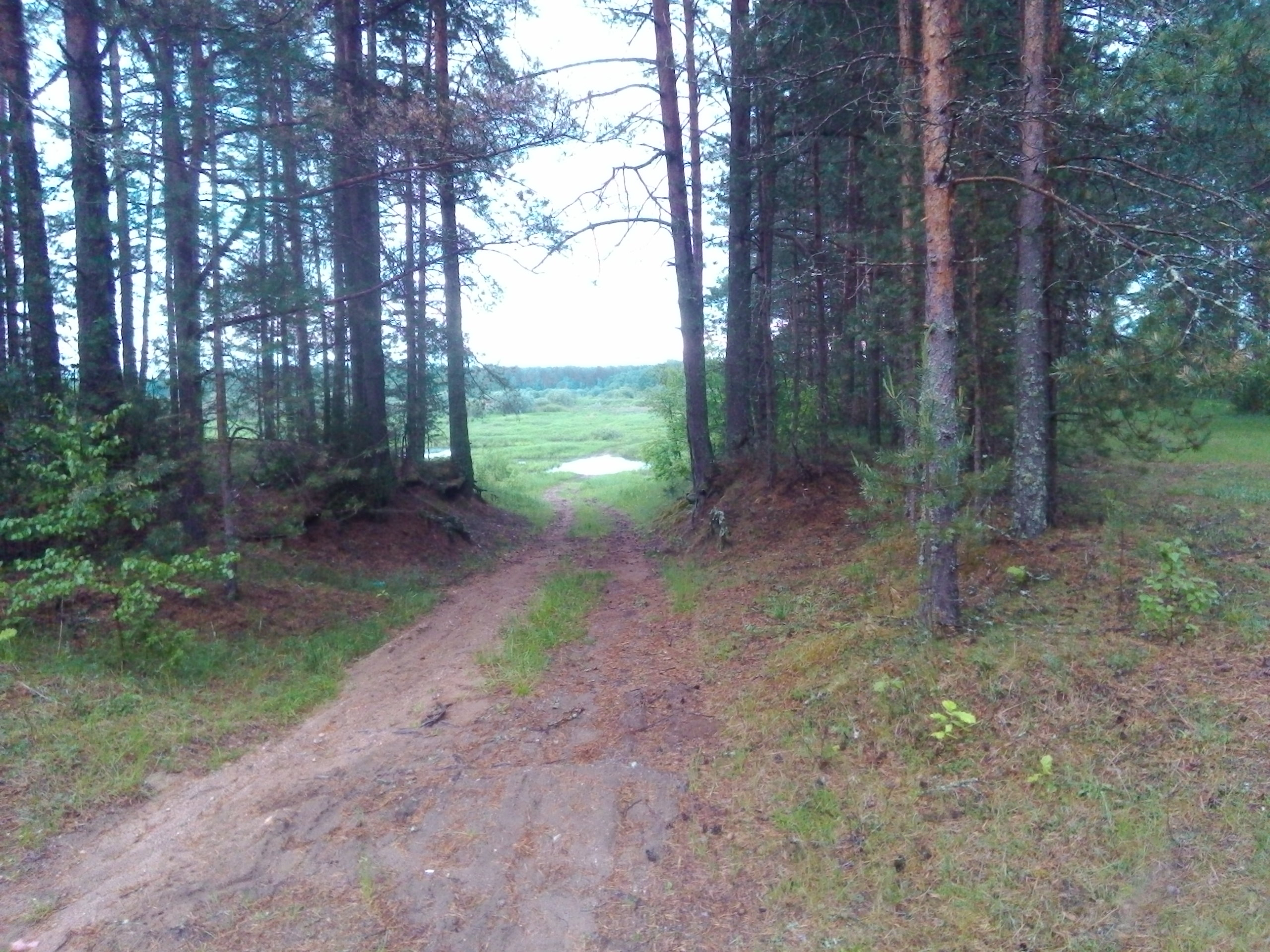
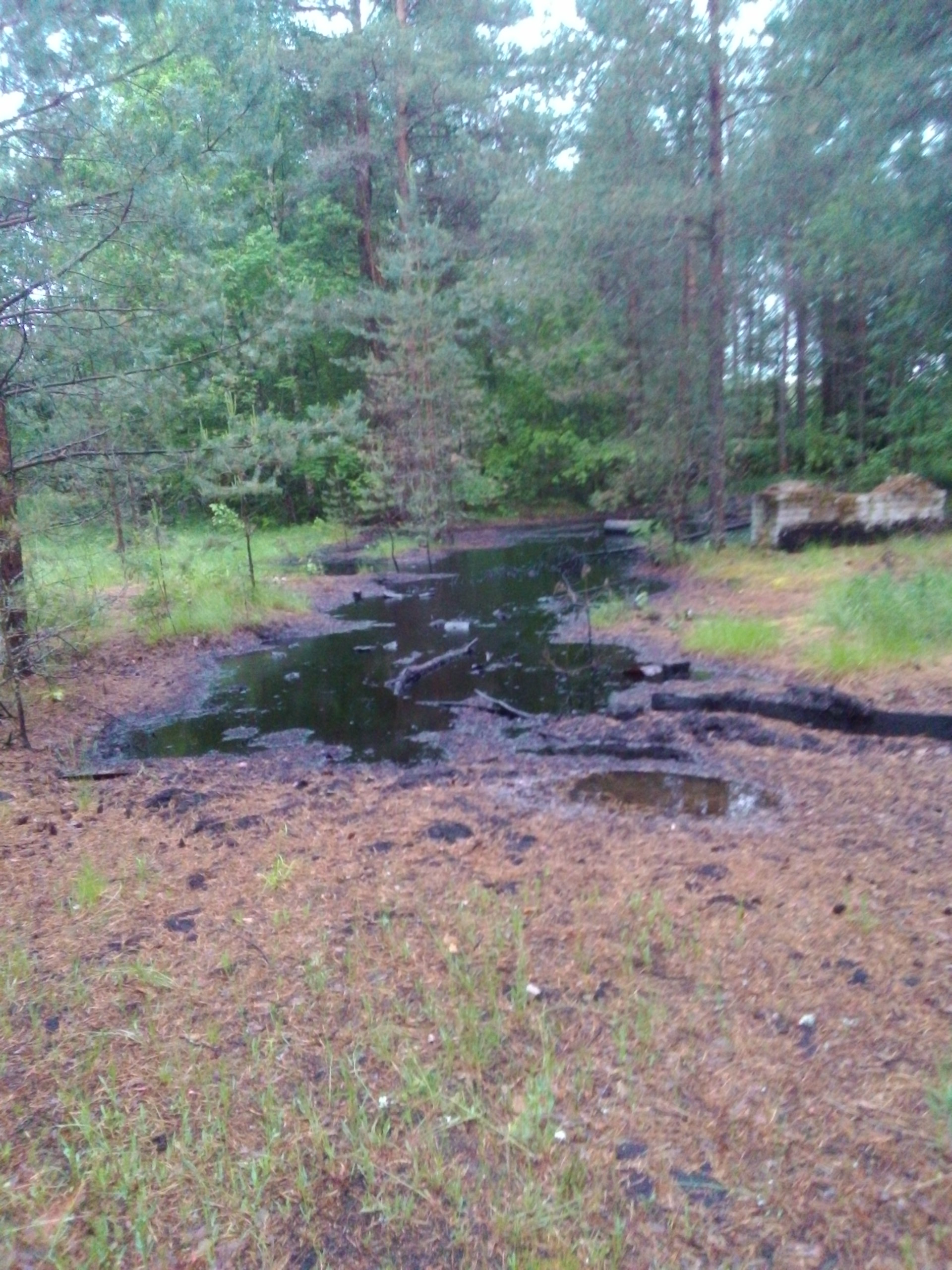
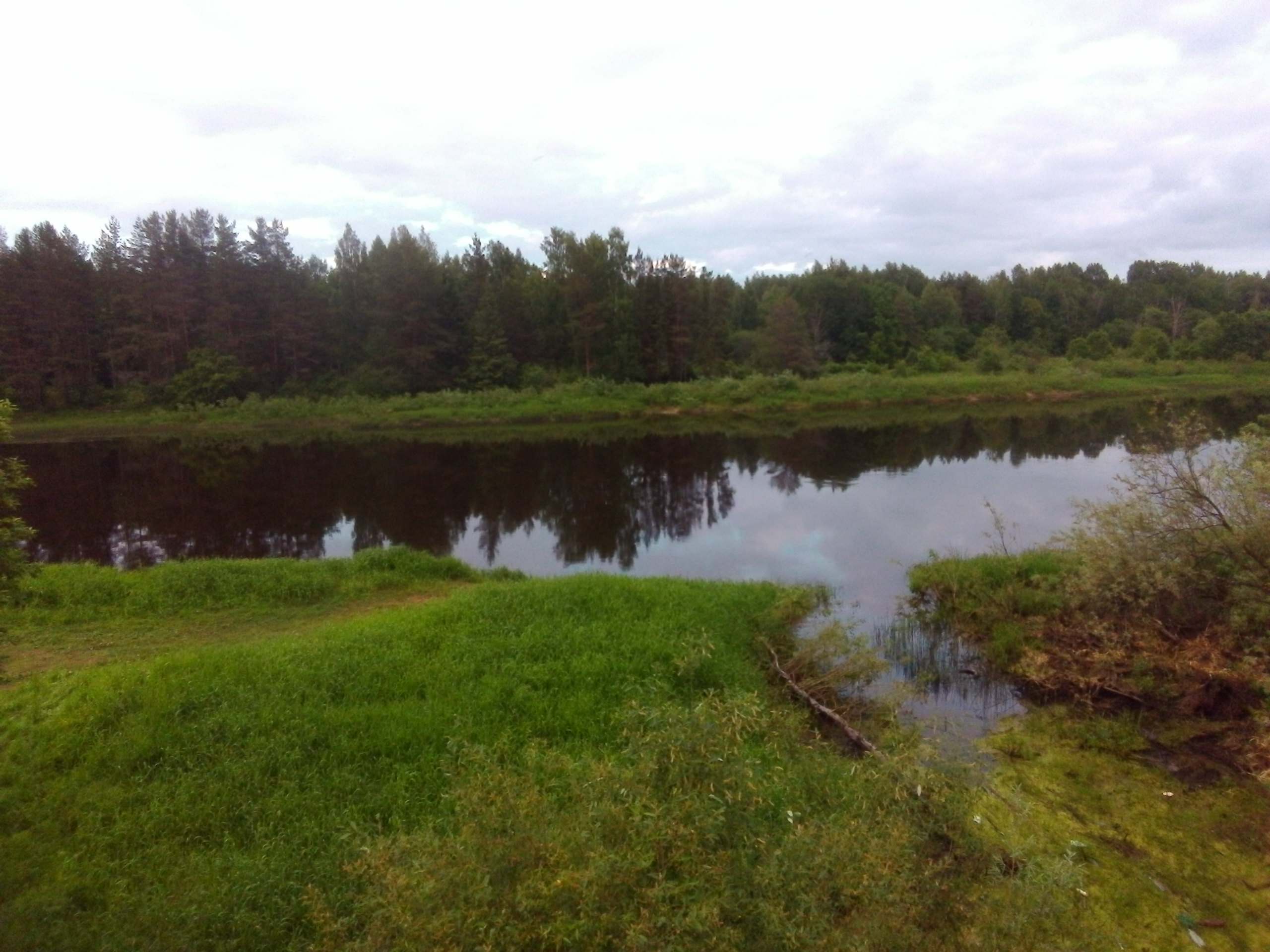
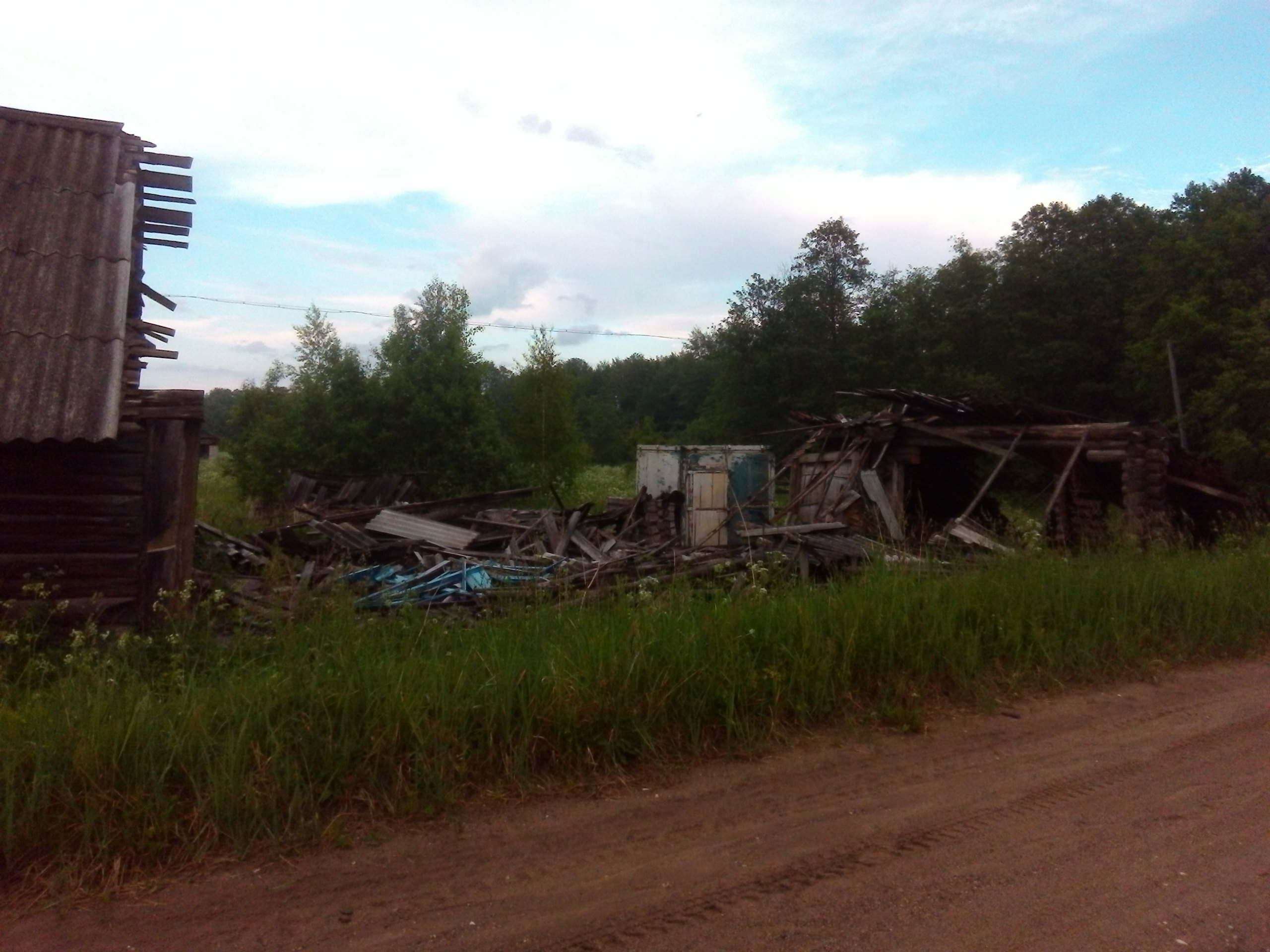
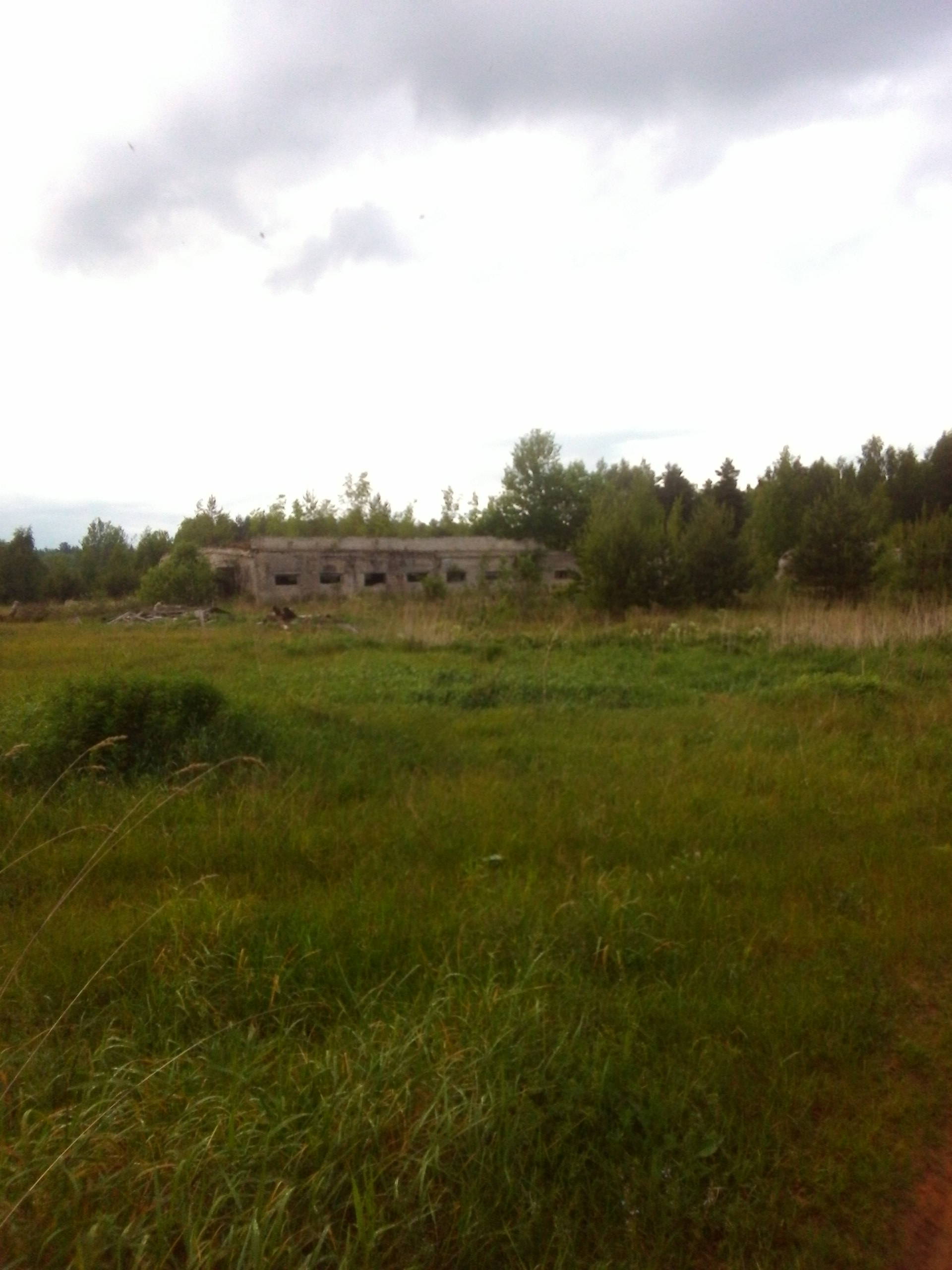